# Micrandropsis
Micrandropsis é um género botânico pertencente à família Euphorbiaceae.

## Espécie
Micrandropsis scleroxylon W.A.Rodrigues

## Nome e referências
Micrandropsis W.A.Rodrigues